# Le Hamel (Oise)
Le Hamel település Franciaországban, Oise megyében. Lakosainak száma 185 fő (2022. január 1.). Le Hamel Cempuis, Conteville, Grez, Hétomesnil, Le Mesnil-Conteville, Prévillers és Sommereux községekkel határos.

## Népesség
A település népességének változása:
| Lakosok száma | 169  | 174  | 182  | 183  | 187  | 188  | 188  | 189  | 185  |
|               | 2013 | 2015 | 2016 | 2017 | 2018 | 2019 | 2020 | 2021 | 2022 |